# Ondata di freddo del giugno 1995
L'ondata di freddo del giugno 1995 fu un'ondata di freddo che colpì il Centro-Nord Italia tra il 23 e il 25 giugno del 1995.

## Contesto
Il mese di giugno del 1995 iniziò con temperature nella norma e bel tempo. Tuttavia il 23 e il 24 dello stesso mese si ebbe un colpo di coda invernale; il tutto avvenne grazie a un cambio d'assetto barico da parte dell'Anticiclone delle Azzorre, infatti, si estenderà verso nord nella giornata del 23 Giugno, addirittura collegandosi, come in pieno inverno, con una zona di Alta Pressione situata sull'Artico Russo.

## Situazione sull'Italia
La giornata del 22 giugno non appare davvero preannunciare quello che arriverà, viste le alte temperature registrate sulla nostra Penisola: Bergamo, Brescia a Piacenza toccano una massima di +31 °C, Bologna e Ferrara +32 °C, Cervia +33 °C, ma anche al Centro Italia si raggiungono i +30 °C a Perugia, Roma e Pescara, e +31 °C ad Ancona. Ma il blocco freddo è in arrivo: l'Anticiclone delle Azzorre, infatti, si estenderà verso nord nella giornata del 23 Giugno, dall'artico Russo scende una massa di aria fredda, con isoterme di circa 0 °C ad 850 hPa e di -26 °C a 500 hPa, prendendo la via della Germania Centrale, e poi spingendosi in direzione del Nord Italia, dove sosterà per i due giorni del 23 e 24 Giugno, riportando condizioni di tempo quasi invernale. Il 23 Giugno il fronte freddo attraversa il Nord Italia, facendo calare le temperature massime di oltre 10 °C: si registrano appena +19 °C a Bergamo, +20 °C a Brescia e Piacenza, +17 °C a Trieste e Treviso, di +18 °C a Marina di Ravenna e Forlì, di +18,5 °C a Firenze, e solo di +15 °C a Sarzana, sotto un violento temporale. 20 mm di pioggia cadono su Venezia e Treviso, ma il maltempo colpisce in modo particolare l'Emilia-Romagna: cadono 84 mm di pioggia a Bologna, 42 mm a Rimini, 37 mm a Marina di Ravenna, ma anche la Toscana viene colpita dai temporali, con i 22 mm di Firenze ed i 19 mm di Pisa, 34 mm di pioggia ad Ancona, 21 mm a Perugia e 65 mm a Frontone, nelle Marche, mentre dal Lazio in giù non si verificano più fenomeni, tanto che le temperature massime raggiungono i +28 °C a Roma, ed i +31-34 °C su Puglia, Sicilia, Sardegna. Le temperature calano drasticamente in quota: sul Monte Paganella, in Trentino, precipita a +0,4 °C, mentre sul Monte Cimone, in Emilia, crolla da +9,2 °C a -0,2 °C, iniziando una abbondante nevicata.
Il successivo 24 giugno, nevica anche sul Passo Rolle e sulla Paganella, in Trentino, dove la temperatura scende fino a -2,0 °C, mentre sul Veneto, colpito da forti piogge le temperature massime scendono fino a +14,4 °C a Vicenza, ed i +15,0 °C a Verona e Venezia, ma è ancora una volta l'Emilia ad essere nel vortice del maltempo, in quanto cadono altri 32 mm di pioggia a Bologna, ben 76 mm a Rimini, con temperature massime che variano tra i +13° ed i +14 °C. Neve in abbondanza cade sulle Alpi, sul settore orientale, anche a quote relativamente basse, mentre grosse quantità di neve cadono sull'Appennino Tosco Emiliano, fino ad oltre mezzo metro sul Monte Cusna.
Nel Lazio giunge appena una rinfrescata, mentre il caldo permane ancora su Puglia, Calabria e Sicilia, dove le massime superano abbondantemente i trenta gradi, e non verranno mai raggiunti dall'aria fredda.
Già il 25 giugno il Sole fa rialzare rapidamente le temperature sul Centro Nord, tanto che già il 26 giugno si raggiungono temperature attorno ai trenta gradi, mentre le montagne continuano ad essere visibilmente ammantate da tanta neve fresca.